# Philiris aequalis
Philiris aequalis är en fjärilsart som beskrevs av Grose-smith 1897. Philiris aequalis ingår i släktet Philiris och familjen juvelvingar. Inga underarter finns listade i Catalogue of Life.